# Ivanhoe Lake Provincial Park
Ivanhoe Lake Provincial Park är en park i Kanada.   Den ligger i provinsen Ontario, i den sydöstra delen av landet, 600 km nordväst om huvudstaden Ottawa. Ivanhoe Lake Provincial Park ligger 338 meter över havet. Arean är 1 589 kvadratkilometer.
Terrängen runt Ivanhoe Lake Provincial Park är platt. Trakten runt Ivanhoe Lake Provincial Park är nära nog obefolkad, med mindre än två invånare per kvadratkilometer.. Det finns inga samhällen i närheten. 
I omgivningarna runt Ivanhoe Lake Provincial Park växer i huvudsak blandskog.